# Gesellschafterdarlehen
Gesellschafterdarlehen (englisch shareholder loans) sind Darlehen eines Gesellschafters an die Gesellschaft, an der er beteiligt ist.

## Allgemeines
Ein Gesellschafter kann frei entscheiden, ob er seiner Gesellschaft Eigenkapital in Form einer Kapitaleinlage (Eigenfinanzierung aus Sicht der Gesellschaft) oder Fremdkapital in Form eines Darlehens (Fremdfinanzierung) zur Verfügung stellt. Nur Letzteres ist mit einer Rückzahlungspflicht seitens seiner Gesellschaft verbunden, solange es nicht zur Unternehmenskrise kommt. In der Unternehmenskrise wird das Gesellschafterdarlehen unter bestimmten Voraussetzungen als eigenkapitalersetzendes Darlehen umqualifiziert und ist wie Eigenkapital nicht rückzahlbar. Diese Umqualifizierung beruht auf der Rechtsprechung des Bundesgerichtshofs (BGH) zur Thematik eines widersprüchlichen Verhaltens des Gesellschafters, wenn er seiner Gesellschaft Darlehen gewährt und diese während der Unternehmenskrise abziehen wolle, ohne dass die Krise nachhaltig bewältigt sei (lateinisch venire contra factum proprium).

## Geschichte
Im so genannten „Lufttaxi“-Urteil griff der BGH im Dezember 1959 diese Thematik erstmals auf. Er verließ dabei die bisherige deliktsrechtliche Argumentation und subsumierte sie unter die gesellschaftsrechtlichen Regelungen der §§ 30, 31 GmbHG a.F. Die im GmbHG vorhandenen Gesetzeslücken wurden in der Folgezeit vom BGH mit einer Vielzahl von Urteilen geschlossen. Vor allem wandte der BGH seine aufgestellten Regeln bei der GmbH & Co. KG an, auf Bürgschaften des Gesellschafters für Kredite Dritter und auf das Belassen von Gesellschafterdarlehen in der Krise. Mit dem Begriff der Unternehmenskrise setzte er sich ausführlich im März 1980 auseinander. Erst im Juli 1980 wurden mit den § 32a und § 32b GmbHG a.F. entsprechende Bestimmungen in das GmbH-Gesetz eingefügt, die aber immer noch Lücken enthielten. Durch den BGH wurde das eigenkapitalersetzende Darlehen vollends zum Rechtsinstitut erhoben und die Probleme sachdienlich gelöst.

## Betroffene Rechtsformen
Bei Personengesellschaften können zwischen vollhaftenden Gesellschaftern und deren Gesellschaft keine gegenseitigen Forderungen und Schulden entstehen, also auch keine Gesellschafterdarlehen. Vom Gesellschafter an seine Personengesellschaft geleistete Beträge sind Kapitaleinlagen, von der Personengesellschaft geleistete Beträge sind Entnahmen. Haben bei einer Kommanditgesellschaft – nicht vollhaftende – Kommanditisten ihre Einlage voll einbezahlt, können darüber hinaus eingezahlte Beträge als Gesellschafterdarlehen zur Verfügung gestellt werden.
Bei Kapitalgesellschaften kann ein Gesellschafter versuchen, sich durch entsprechende Vertragsgestaltung eine theoretische Rückzahlungsmöglichkeit wie normale Gläubiger zu verschaffen. Dazu gewährt er seiner Gesellschaft anstelle von Eigenkapital ein Darlehen, das den Darlehensbestimmungen der §§ 488 ff. BGB unterliegt und damit eine Rückzahlungspflicht durch den Schuldner beinhaltet. Diese Rückzahlungspflicht darf auch durch die schuldende Gesellschaft erfüllt werden, solange sie sich nicht in einer Unternehmenskrise befindet. Fällige Gesellschafterdarlehen dürfen mithin außerhalb einer Unternehmenskrise an die Gesellschafter zurückgezahlt werden wie normale Gesellschaftsverbindlichkeiten, zu denen die Gesellschafterdarlehen in Tilgungskonkurrenz stehen.
Auch bei der Aktiengesellschaft und der KGaA sind Gesellschafterdarlehen möglich. Nach § 57 Abs. 1 Satz 1 AktG dürfen von Aktionären geleisteten Einlagen nicht zurückgewährt werden, was allerdings nach § 57 Abs. 1 Satz 4 AktG nicht für die Rückzahlung von Aktionärsdarlehen gilt. Der BGH hat entschieden, dass ein mit unternehmerischem Interesse beteiligter (25 % und mehr) darlehensgebender Aktionär seine Gesellschafterdarlehen in der Krise der AG analog zu §§ 32a und 32b GmbHG wie Grundkapital behandeln lassen muss. Auch eine unter 25 % liegende, nicht unbeträchtliche Beteiligung kann dazu führen, dass ein Aktionärsdarlehen als eigenkapitalersetzendes Darlehen eingestuft wird, wenn die Beteiligung in Verbindung mit weiteren Umständen (Aufsichtsratsmandat) dem Gläubiger Einfluss auf die Unternehmensführung sichert und er ein entsprechendes unternehmerisches Interesse erkennen lässt.

## Gesellschafterdarlehen in der Unternehmenskrise
Im November 1937 hatte das Reichsgericht (RG) entschieden, dass die Finanzierung einer unterkapitalisierten GmbH mit Gesellschafterdarlehen im Falle einer daraus resultierenden Schädigung anderer Gläubiger sittenwidrig im Sinne des § 826 BGB sei und derartige Forderungen nicht zur Konkurstabelle angemeldet werden dürften. Vielmehr müssten Gesellschafterdarlehen als das behandelt werden, was sie in Wirklichkeit auch seien: nämlich Eigenkapital. Der BGH griff im Dezember 1959 diese Thematik auf. Danach müssten die einer unterkapitalisierten GmbH zur Verfügung gestellten Gesellschafterdarlehen in der Unternehmenskrise wie haftendes Eigenkapital behandelt werden, solange die Krise nicht überwunden sei.
Befindet sich eine Kapitalgesellschaft oder eine Personenhandelsgesellschaft, bei der kein persönlich haftender Gesellschafter eine natürliche Person ist (z. B. GmbH & Co. KG), in der Unternehmenskrise und benötigt zusätzliches Kapital, können die Gesellschafter entweder zusätzliches Eigenkapital einbringen oder der Gesellschaft Darlehen zur Verfügung stellen. Kommt es dennoch zur Insolvenz, wäre das Eigenkapital verloren. Bei einer Darlehensgewährung besteht theoretisch die Möglichkeit, dass der Gesellschafter eine Rückzahlung in Höhe der Insolvenzquote erwarten könnte. Diese Zahlung würde zu Lasten der anderen Gläubiger gehen, weil deren Quote sinkt. Weiterhin könnte der Gesellschafter – wenn sich abzeichnet, dass die Insolvenz unvermeidlich ist – aufgrund seines Wissensvorsprungs und seines Einflusses auf die Geschäftsführung sich sein Darlehen aus noch vorhandenen Gesellschaftsmitteln zurückzahlen lassen und damit die anderen Gläubiger schädigen. Der Insolvenzverwalter wird diese Vorgänge aufgreifen.

## Unternehmenskrise
Eine Unternehmenskrise ist nach der ständigen Rechtsprechung des BGH dadurch gekennzeichnet, dass ein Unternehmen keinen Kredit mehr zu marktüblichen Bedingungen erhält und ohne die Gesellschafterhilfe liquidiert werden müsste. In einer solchen Situation hätten die Gesellschafter der Gesellschaft als ordentliche Kaufleute Eigenkapital zugeführt. Der Zeitpunkt der Unternehmenskrise ist maßgeblich für die Qualifizierung eines Gesellschafterdarlehens als Eigenkapital. Dabei gibt es zwei Möglichkeiten:
- Wenn die Gesellschafterdarlehen in wirtschaftlich guter Lage der Gesellschaft gewährt und in wirtschaftlich guter Lage vertragsgemäß zurückgezahlt werden, ist die Rückzahlung nicht zu beanstanden.
- Werden jedoch Gesellschafterdarlehen während einer Unternehmenskrise gewährt, handelt es sich um eigenkapitalersetzende Gesellschafterdarlehen. Darunter versteht man Gesellschafterdarlehen, die anstelle einer an sich in der Krise gebotenen Eigenkapitalzuführung gewährt werden.

Durch das Gesetz zur Modernisierung des GmbH-Rechts und zur Bekämpfung von Missbräuchen (MoMiG) wurden die §§ 32a und 32b GmbHG a. F. aufgehoben und der Regelungsinhalt in die Insolvenzordnung (InsO) und das Anfechtungsgesetz (AnfG) (§ 6, § 6a AnfG) verlagert. Seitdem werden alle Darlehensrückzahlungsansprüche von Gesellschaftern einer Gesellschaft ohne eine natürliche Person als persönlich haftender Gesellschafter kraft Gesetzes als nachrangige Insolvenzforderungen eingestuft (§§ 39 Abs. 1 Nr. 5, § 44a, § 135, § 143 InsO). Der Aussonderungsanspruch des Gesellschafters (§ 47 InsO) kann während der Dauer des Insolvenzverfahrens, höchstens jedoch für ein Jahr ab Eröffnung, nicht geltend gemacht werden, wenn der Gegenstand für die Fortführung des Unternehmens von erheblicher Bedeutung ist.
Wenngleich Gesellschafterdarlehen in der Insolvenz per se als nachrangig eingestuft sind, kann ein Rangrücktritt weiterhin sinnvoll sein, um hierdurch eine Überschuldung zu vermeiden. Forderungen, hinsichtlich derer ein sogenannter qualifizierter Rangrücktritt vereinbart wurde, sind insoweit im Rahmen der Überschuldungsprüfung nicht in die Schulden mit einzurechnen (vgl. § 19 Abs. 2 Satz 2 Insolvenzordnung).

## International
In Österreich müssen für die Anerkennung eines Gesellschafterdarlehens folgende Kriterien erfüllt sein: wirtschaftlich angemessene Eigenkapitalausstattung, Klarheit, Publizität und Transparenz der Darlehensvereinbarung und Marktkonformität der Vertragsbestandteile. Unternehmensrechtlich sind selbst unverzinsliche Gesellschafterdarlehen als Verbindlichkeit, steuerrechtlich dagegen sind unverzinsliche Gesellschafterdarlehen als Eigenkapital zu qualifizieren. Von der Rechtsprechung wird ein Missverhältnis zwischen Eigen- und Fremdkapital als Indiz dafür gewertet, dass das Gesellschafterdarlehen wirtschaftlich Eigenkapital ersetzt, wobei es auf eine „wirtschaftlich gebotene Eigenkapitalausstattung“ ankommt. Verdecktes Eigenkapital liegt dann vor, wenn das Interesse des Anteilseigners an einer Kapitalausstattung der Körperschaft eindeutig ersichtlich ist und Klarheit darüber besteht, dass ein fremder Dritter eine solche Zuwendung nicht erhalten hätte. Auch fehlende Marktkonformität (also keine Gewährung an Dritte zu diesen Konditionen) wäre ein Hinweis auf verdecktes Eigenkapital. Der unternehmensrechtliche Begriff des „Eigenkapitalersetzenden Darlehens“ deckt sich nicht mit dem Begriff des „verdeckten Eigenkapitals“ im Steuerrecht.
Aktionärsdarlehen sind in der Schweizer Wirtschaft eine relativ häufige Erscheinung. Ihre Umqualifizierung ist in Fachliteratur und Rechtsprechung umstritten. Eigenkapitalersetzend sind Darlehen an eine Gesellschaft, die im Sinne von Art. 725 Abs. 2 OR überschuldet ist und der Darlehensgläubiger hiervon Kenntnis hat. Auch ein vor der Überschuldung der Gesellschaft gewährtes Darlehen, bei dem der Darlehensgeber rechtlich die Möglichkeit gehabt hätte, die Rückzahlung des Darlehens zu erzwingen, auf diese Rückforderung aber bewusst verzichtet, ist eigenkapitalersetzend.
In England können Gesellschafter ihre Darlehen in der Unternehmenskrise verlängern, um die Gesellschaft vor der Insolvenz zu bewahren.